# Église Saint-Jacques de Bouillancourt-en-Séry
L'église Saint-Jacques de Bouillancourt-en-Séry est située sur le territoire de la commune de Bouillancourt-en-Séry à proximité du château, dans l'ouest du département de la Somme, non loin de Gamaches.

## Historique
L'église était primitivement située à proximité immédiate de l'enceinte du château de Bouillancourt-en-Séry. En 1430, lors de la Guerre de Cent Ans, le seigneur de Bouillancourt, Hugues de Cayeu fait démolir l'église afin de faciliter la défense de la forteresse puis, en 1450, Jean de Bourgogne, seigneur de Bouillancourt permet aux habitants de construire une nouvelle église hors de l'enceinte castrale. Ce n'est qu'une trentaine d'années plus tard que l'église actuelle est construite. Le clocher et les chapelles du transept ont été construits postérieurement.

## Caractéristiques

### Extérieur
L'église de Bouillancourt a été reconstruite en pierre selon un plan basilical traditionnel. Un massif clocher-porche quadrangulaire donne accès à l'intérieur de l'édifice. Il est surmonté d'un toit en flèche couvert d'ardoise. Le chœur de même élévation que la nef se termine par une abside à trois pans. Les baies à meneau central et remplage flamboyant sont couronnées chacune par une archivolte.

### Intérieur
À l'intérieur, les voûtes en arc brisé sont en bois avec des blochets sculptés de bustes de saints sortant des sablières sculptées.
Dans une niche de la nef, un groupe sculpté, en bois polychrome représente une Mise au tombeau datant du XVIe siècle. Cette sculpture, œuvre d'un artiste local, comme le révèlent l'inexpressivité des visages et la taille du sarcophage, proviendrait d'un monument funéraire. Le groupe sculpté a été classé monument historique au titre d'objet en 1907.
De la même époque datent deux panneaux de verrières représentant l'un, La Charité de saint Martin, l'autre l'Annonciation.
Un tableau du XVIIIe siècle représentant l'Adoration des bergers, a été classé monument historique au titre d'objet en 1981.